# Dan neodvisnosti (ZDA)
Dan neodvisnosti (angleško Independence Day) je zvezni praznik v Združenih državah Amerike, ko Američani praznujejo spomin na sprejetje Deklaracije neodvisnosti ZDA od Združenega kraljestva 4. julija 1776. Tradicionalno se na ta dan po vsej državi prirejajo parade, ognjemeti, politični govori, koncerti, karnevali, pikniki in podobni množični ali zasebni dogodki, ki so izraz ameriške kulture.
Prva organizirana proslava za 4. julij je bila že naslednje leto po razglasitvi neodvisnosti v Filadelfiji (takrat prestolnica ZDA). Od leta 1938 je dan neodvisnosti plačan dela prost dan za vse ameriške delavce.